# TNO 핵탄두
TNO(Tête nucléaire océanique, oceanic nuclear warhead)는 프랑스 해군의 최신형 핵탄두로서 M51 미사일에 탑재된다. 폭발력 100 kt이다.

## 역사
4척의 트리옹팡급 잠수함은 M51 미사일 16발을 탑재한다. 2016년 현재 프랑스는 트리옹팡급에만 핵무기가 있고, 육군, 공군, 해군 수상함에는 핵무기가 없다.
- M51.1, 110 kt TN-75 핵탄두 6-10발, 무게 230 kg
- M51.2, 100 kt TNO 핵탄두 6-10발, 무게 500 kg

TNO는 2015년에 실전배치될 계획이다.

## 가상 핵실험
프랑스 원자력 및 대체에너지 위원회(CEA)의 무기 부문에서 개발했다. CEA가 보유한 테라 100 슈퍼컴퓨터, 레이저 메가줄, 방사선촬영 장비로 시뮬레이션 했다.
1995년 4월 레이저 메가줄(LMJ)이라는 시뮬레이션 핵무기 개발 방식을 채택, 1백억 프랑(약1조6천억원)의 비용을 들여 2002년까지 시뮬레이션 시설을 완성했다. 서부 보르도 부근 과학기술연구소(CESTA)에 설치되었으며, 180만 줄(J,에너지 단위)의 고에너지를 이용해 실험실내에서 실제 핵실험의 1억분의 1 규모의 '미세 핵실험'을 실시한다. 240페소의 레이저광선과 1억도의 초고온을 이용해 중수소를 핵융합하는 시설이다. 보르도 과학기술연구소(CESTA)는 박정희 정부 시절, 한국 과학기술자가 핵개발을 하던 연구소로, 한국은 그당시 CESTA에서 핵개발을 완성, 수소폭탄 설계도를 완성했다.
테라 100 슈퍼컴퓨터는 2010년 프랑스 불그룹이 개발했다. 연산속도는 1.050페타플롭스 (초당 1,050조 회의 연산)로서, 2011년 세계 9위 슈퍼컴퓨터로 기록되었다.
TNO 핵탄두의 실제 폭발력은 TNT 100 kt인데, 레이저를 이용한 1억분의 1 규모의 폭발 실험을 하기 때문에, TNT 1 kg의 폭발로 충분하다.

## 같이 보기
- CEA CESTA